# Det Sundhedsvidenskabelige Fakultet
 For alternative betydninger, se Det Sundhedsvidenskabelige Fakultet (flertydig). (Se også artikler, som begynder med Det Sundhedsvidenskabelige Fakultet)
Det Sundhedsvidenskabelige Fakultet (også kendt som SUND) er et fakultet ved Københavns Universitet. 
Det huser pr. november 2021 13 institutter, 29 centre, fem skoler, fire hospitaler og tre biblioteker.
Fakultetet uddanner studerende i fag inden for sundhedsvidenskab og medicin, tandsundhed, farmaceutiske videnskaber, veterinærvidenskab og -medicin samt jordens og menneskets oprindelse og mangfoldighed.
SUND havde i 2021 ca. 7.800 studerende og 3.800 ansatte. Fakultetet er fordelt på ni forskellige lokaliteter.
Bente Merete Stallknecht har været dekan på fakultetet siden 1. maj 2022.

## Historie
Det Sundhedsvidenskabelige Fakultet ved Københavns Universitet blev i sin nuværende form etableret i 1992 ved en fusion af Københavns Tandlægehøjskole og Det Lægevidenskabelige Fakultet.
Det Lægevidenskabelige Fakultet blev dannet i 1842, da det oprindelige medicinske fakultet, som var et af universitetets oprindelige fakulteter fra 1479, blev slået sammen med Kirurgisk Akademi.
1. januar 2012 fusionerede fakultetet med Det Farmaceutiske Fakultet og den veterinærvidenskabelige del af Det Biovidenskabelige Fakultet for Fødevarer, Veterinærmedicin og Naturressourcer. Fakultetet fortsatte på dansk under navnet "Det Sundhedsvidenskabelige Fakultet", mens den engelske oversættelse skiftede fra "Faculty of Health Sciences" til "Faculty of Health and Medical Sciences".

## Institutter
SUNDs forskning og undervisning indgår i en struktur bestående af 14 institutter. 
- Biomedicinsk Institut
- Institut for Cellulær og Molekylær Medicin
- Institut for Immunologi og Mikrobiologi
- Institut for Neurovidenskab
- Retsmedicinsk Institut
- Institut for Folkesundhedsvidenskab
- Odontologisk Institut
- Institut for Klinisk Medicin
- Institut for Farmaci
- Institut for Lægemiddeldesign og Farmakologi
- Institut for Klinisk Veterinærmedicin
- Institut for Veterinær- og Husdyrvidenskab
- Afdeling for Eksperimentel Medicin (AEM)
- Skolen for Klinikassistenter og Tandplejere (SKT)

## Forskningscentre
En stor del af fakultetets forskning er knyttet til forskningscentre og tværgående forskningssamarbejde. Fakultetet har fem større forskningscentre og mange mindre enheder med centerstatus.

### Centre på fakultetsniveau
- Biotech Research and Innovation Centre (BRIC)
- The Novo Nordisk Foundation Center for Basic Metabolic Research (CBMR)
- The Novo Nordisk Foundation Center for Protein Research (CPR)
- The Novo Nordisk Foundation Center for Stem Cell Medicine (reNEW)
- Center for Translational Neuromedicine (CTN)

### Centre under institutter
- The Center for Healthy Aging (CEHA)
- Copenhagen Center for Glycomics (CCG)
- Center for Chromosome Stability (CCS)
- Center for Biopharmaceuticals and Biobarriers in Drug Delivery
- Center for non-coding RNA in Technology and Health (RTH)
- Center for Peptide-Based Antibiotics (CEPAN)
- Center for Research in Cattle Production and Health (CPH Cattle)
- Center for Research in Mink Production, Health and Welfare (CPH Mink)
- Center for Research in Pig Production and Health (CPH Pig)
- Center for Macroecology, Evolution and Climate (CMEC)
- Center for Star and Planet Formation (STARPLAN)
- Centre for Medical Parasitology (CMP)
- Copenhagen Center for Disaster Research (COPE)
- Copenhagen Centre for Regulatory Science (CORS)
- Copenhagen Hepatitis C Program (CO-HEP)
- Copenhagen Studies on Asthma in Childhood (COPSAC)
- Coserton Biofilm Center (CBC)
- Danish Research Centre for Migration Ethnicity and Health (MESU)
- LEO Foundation Center for Cutaneous Drug Delivery
- LEO Foundation Skin Immunology Research Center (SIC)
- Lundbeck Foundation Research Initiative on Brain Barriers and Drug Delivery (RIBBDD)
- NEOMUNE Centre (NEOMUNE)
- Novo Nordisk - LIFE in Vivo Pharmacology Centre (LIFEPHARM)
- The Centre for Health Economics and Policy (CHEP)

## Uddannelser
SUND tilbyder bacheloruddannelser, kandidatuddannelser og en erhvervsuddannelse af høj faglig kvalitet.

### Bacheloruddannelser
Fakultetets syv bacheloruddannelser giver adgang til en lang række bacheloruddannelser:
Farmaci, folkesundhedsvidenskab, medicin, odontologi, sundhed og informatik, tandplejer og veterinærmedicin.
Derudover indgår fakultetet også i en række bacheloruddannelsessamarbejder.
Uddannelserne er forankret på Det Natur- og Biovidenskabelige Fakultet (KU) og på Danmarks Tekniske Fakultet (DTU).
Disse er bioteknologi, husdyrsvidenskab, kognition- og datavidenskab, medicinalkemi, medicin og teknologi samt molekylær biomedicin.

### Kandidatuddannelser
På SUND tilbydes 15 kandidatudddannelser:
Farmaceutisk videnskab, farmaci, folkesundhedsvidenskab, global sundhed, humanbiologi, husdyrvidenskab, immunologi og inflammation, lægemiddelvidenskab, medicin, medicinalkemi, neurovidenskab, odontologi, sundhed og informatik, veterinærmedicin og sundhedsfaglig kandidatuddannelse.

Fakultetet indgår i en række kandidatuddannelsessamarbejder, der er forankret på Det Natur- og Biovidenskabelige Fakultet (KU), Copenhagen Business School (CBS) og DTU:
Bioentreprenørskab, bioteknologi, medicin og teknologi, miljøvidenskab, molekylær biomedicin samt, kvantitativ biologi og sygdomsmodellering.

### Erhvervsuddannelse
SUND tilbyder en erhvervsuddannelse i form af tandklinikassistent-uddannelsen.